# Endocrine Practice
Endocrine Practice es una revista médica mensual revisada por pares que cubre la endocrinología. Se estableció en 1995 y es la revista oficial de la Asociación Estadounidense de Endocrinólogos Clínicos (AACE) y del Colegio Estadounidense de Endocrinología (ACE). Lo publica AACECOR, Inc., una subsidiaria de AACE y ACE, y el editor en jefe es Vin Tangpricha. Según Journal Citation Reports, la revista tiene un factor de impacto de 3,443 en 2023.

## Métricas de revista
2025
- Web of Science Group : 3.443
- Índice h de Google Scholar: 101
- Scopus:2.486